# Нільтава індійська

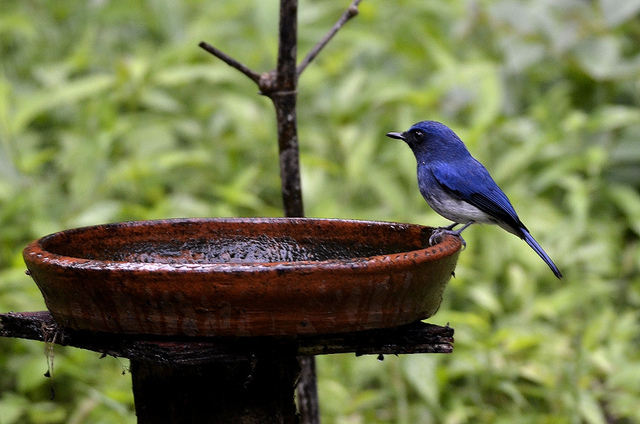
Самець індійської нільтави

Нільтава індійська (Cyornis pallidipes) — вид горобцеподібних птахів родини мухоловкових (Muscicapidae). Ендемік Індії.

## Опис
Довжина птаха становить 13 см. Виду притаманний статевий диморфізм. Самець яскраво-синій, його обличчя темно-сіре, боки сіруваті, живіт білий. Верхня частина тіла у самиці оливково-коричнева, горло і груди рудуваті, голова сіра, живіт білуватий.

## Поширення і екологія
Індійські нільтави живуть в тропічних лісах і чагарникових заростях Західних Гат на висоті від 300 до 1700 м над рівнем моря. Поодиноких бродячих особин спостерігали на Шрі-Ланці.

## Поведінка
Індійські нільтави — тихі і малопомітні птахи, які ховаються в густому підліску. Вони харчуються комахами. Живуть поодинці або парами, часто приєднуються до змішаних зграй птахів.
Сезон розмноження триває з лютого по вересень, під час сезону дощів. Гніздо чашоподібне, зроблене з моху, розміщується на покритому мохом камені, в дуплі або в ямці на землі. В кладці 4 зеленуватих яйця, поцяткованих коричневими плямками.